# 4 октября
4 октября — 277-й день года (278-й в високосные годы) по григорианскому календарю.
До конца года остаётся 88 дней.
До 15 октября 1582 года — 4 октября по юлианскому календарю, с 15 октября 1582 года — 4 октября по григорианскому календарю.
В XX и XXI веках соответствует 21 сентября по юлианскому календарю.

## Праздники и памятные дни

### Международные
- День защиты животных.
- ООН — Всемирная неделя космоса.

### Национальные
- Лесото — День независимости.
- Швеция — День булочек с корицей[англ.].

### Профессиональные
- Россия:
  - День космических войск России[2].
  - День войск гражданской обороны МЧС РФ[3][уточнить].

### Религиозные
Православие
 — Отдание праздника Воздвижения Животворящего Креста Господня;
 — память священномученика Иерофея Афинского (I век);
 — память апостола от 70-ти Кодрата (около 130 года);
 — воспоминание обретения мощей святителя Димитрия, митрополита Ростовского (1752 год);
 — память преподобного Даниила Шужгорского (XVI век);
 — память преподобного Иосифа Заоникиевского (1612 год);
 — память священномучеников Ипатия, епископа и Андрея, пресвитера (около 730—735 годов);
 — память святителей Исаакия и Мелетия, епископов Кипрских;
 — память мучеников Евсевия и Приска;
 — память священномучеников Александра Федосеева, Алексия Стабникова, Константина Широкинского, Иоанна Флёрова, пресвитеров (1918 год);
 — память преподобномученика Маврикия (Полетаева) и с ним мученика Василия Кондратьева (1937 год);
 — память священномучеников Валентина Никольского, Александра Белякова, Иоанна Лазарева, Андрея Бенедиктова, Петра Сахаровского, Иоанна Никольского, пресвитеров (1937 год);
 — память священномученика Иоанна Быстрова, пресвитера (1938 год);
 — память священномученика Василия Крымкина, пресвитера (1942 год).

### Именины
Католические: Ориана, Аура

## События

### До XIX века
- 1535 — напечатана первая англоязычная Библия.
- 1693 — французы выиграли битву у Марсальи.
- 1710 — сражение у бухты Кёге.
- 1777 — сражение при Джермантауне.
- 1780 — остатки последней экспедиции английского мореплавателя Джеймса Кука вернулись в Англию.
- 1800 — в Луганске запущена первая доменная печь.

### XIX век
- 1812 — в Крыму заложен Никитский ботанический сад.[источник не указан 1049 дней]
- 1830 — Бельгия провозгласила независимость от Нидерландов.
- 1853 — русский адмирал Г. Невельской поднял на Сахалине российский флаг.[источник не указан 1049 дней]
- 1887 — вышел первый номер французской газеты «Интернешнл Геральд Трибюн».

### XX век
- 1910 — Португалия провозглашена республикой, король Мануэл II бежал из страны.
- 1911 — в Лондоне пущен в строй первый эскалатор.
- 1916 — основан город Романов-на-Мурмане, позднее переименованный в Мурманск и ставший крупнейшим в мире городом, расположенным за северным полярным кругом.
- 1920 — начался первый авиаперелёт через Канаду (из Галифакса — в Ванкувер).
- 1923 — учреждён Государственный банк СССР.
- 1926 — в Турции вступил в силу новый Гражданский кодекс: запретили многожёнство[9].
- 1930 — образован научно-исследовательский институт гражданского воздушного флота — НИИ ГВФ.
- 1932
  - Свадьба Михаила Афанасьевича и Елены Сергеевны Булгаковых.
  - Ввод в эксплуатацию первой угольной шахты на Воркуте (Северо-Печорский угольный бассейн).
- 1934 — Энрико Ферми открывает эффект замедления нейтронов.[источник не указан 1049 дней]
- 1957 — в СССР произведён запуск первого искусственного спутника Земли.
- 1958 — из Лондона в Нью-Йорк начались первые регулярные трансатлантические рейсы реактивных самолётов.
- 1959 — запущен космический аппарат «Луна-3», впервые сфотографировавший обратную сторону Луны.
- 1964 — открытие в Москве на проспекте Мира монумента «Покорителям космоса».
- 1965
  - Во время первого в истории папства визита папы римского Павла VI в США он издал буллу, в которой с евреев снимались обвинения в смерти Иисуса Христа.
  - Основана газета компартии Кубы «Гранма».
- 1968 — открыта станция «Комсомольская» (сейчас «Черниговская») Киевского метрополитена.
- 1971 — величина моля принимается в число стандартных единиц системы СИ.
- 1976 — официальное открытие Челябинского государственного университета.
- 1981 — впервые после ранения (в результате покушения 13 мая 1981 года) появился на публике папа римский Иоанн Павел II.
- 1988 — взрыв на станции Свердловск-Сортировочный.
- 1991 — лидеры всех республик СССР, кроме прибалтийских, подписали договор об экономическом сотрудничестве.
- 1992 — катастрофа Boeing 747 в Амстердаме: грузовой самолёт упал на жилой комплекс, более 40 погибших.
- 1993 — президент России Борис Ельцин для осуществления своего указа о роспуске Верховного Совета ввёл бронетанковые войска в Москву и осуществил штурм здания парламента.
- 1994 — в Швейцарии сожгли себя 48 членов секты «Орден Храма Солнца».
- 1995 — в Японии начата телевизионная трансляция культового сериала «Евангелион».
- 1999 — в США создан центр надзора и контроля за преступностью в Интернете. Обязанность нового центра — обнаружение результатов деятельности хакеров в сети и последующее оперативное извещение банков и финансовых институтов о наличии исходящей от хакеров угрозы.
- 2000
  - Убийце Джона Леннона отказано в досрочном освобождении. Такое решение было принято специальной комиссией штата Нью-Йорк. После беседы с преступником члены комиссии пришли к выводу, что это убийство было рассчитанным и преднамеренным актом.
  - Опубликованы списки самых «мобильных» стран. На первом месте находится Финляндия с 76 % подписчиков на услуги беспроводной связи (расчёт от количества населения страны).

### XXI век
- 2001 — катастрофа Ту-154 над Чёрным морем: российский самолёт непреднамеренно сбит украинской ракетой.
- 2004 — «SpaceShipOne» совершил второй зачётный Суборбитальный космический полёт и выиграл «Ansari X Prize».
- 2006 — запущен сайт WikiLeaks.
- 2007 — катастрофа Ан-26 под Киншасой, 52 погибших, в том числе 31 на земле.
- 2022 — война в Тыграе: более 50 человек погибли в результате авиаудара ВВС Эфиопии по школе в Верхнем Адиябо.

## Родились

### До XIX века
- 973 — Аль-Бируни (ум. 1048), средневековый персидский учёный-энциклопедист и мыслитель.
- 1289 — Людовик X Сварливый (ум. 1316), король Франции (1314—1316).
- 1379 — Энрике III Болезненный (ум. 1406), король Кастилии и Леона (1390—1406).
- 1542 — Роберто Беллармино (ум. 1621), итальянский кардинал, идеолог Контрреформации, католический святой («Рассуждения о спорных вопросах христианской веры»).
- 1550 — Карл IX (ум. 1611), король Швеции (1604—1611), из династии Васа.
- 1657 — Франческо Солимена (ум. 1747), итальянский художник эпохи позднего барокко, один из крупнейших представителей неаполитанской школы живописи.
- 1720 — Джованни Баттиста Пиранези (ум. 1778), итальянский археолог, архитектор и художник-график, мастер архитектурных пейзажей.
- 1762 — Иван Дорохов (ум. 1815), генерал-лейтенант русской армии, герой Отечественной войны 1812 года.
- 1769 — граф Алексей Аракчеев (ум. 1834), русский государственный и военный деятель.
- 1787 — Франсуа Пьер Гийом Гизо (ум. 1874), французский историк и политический деятель.
- 1800 — Михаил Бестужев (ум. 1871), русский военный, писатель, декабрист.

### XIX век
- 1814
  - Жан Милле (ум. 1875), французский художник.
  - граф Пётр Валуев (ум. 1890), российский политик.
- 1816 — Эжен Потье (ум. 1887), французский поэт и революционер, автор «Интернационала».
- 1817 — Август Хирш (ум. 1894), немецкий врач-эпидемиолог, доктор медицины.
- 1822 — Ратерфорд Бёрчард Хейс (ум. 1893), 19-й президент США (1877—1881).
- 1835 — Григорий Потанин (ум. 1920), русский географ и писатель, исследователь Центральной Азии.
- 1847 — Луи Анри Буссенар (ум. 1910), французский писатель, автор приключенческой литературы.
- 1858 — Михаил Пупин (ум. 1935), сербский и американский физик и физикохимик.
- 1859
  - Витторио Маттео Коркос (ум. 1933), итальянский художник-портретист.
  - Сергей Малютин (ум. 1937), русский советский художник-передвижник и архитектор.
  - Алексей Панормов (ум. 1927), русский учёный-биохимик, профессор.
- 1870 — Николай Ашмарин (ум. 1933), русский советский языковед.
- 1871 — Михаил Сабашников (ум. 1943), русский советский книгоиздатель.
- 1881 — Отто Куусинен (ум. 1964), финский, российский и советский политик, писатель, теоретик марксизма, академик АН СССР.
- 1886 — Бааль-Сулам (наст. имя Йегуда Лейб Алеви Ашлаг; ум. 1954), еврейский каббалист, основатель современной школы.
- 1893 — Стасис Гиренас (урожд. Стасис Гирскис; погиб в 1933), литовский и американский лётчик, национальный герой Литвы.
- 1895
  - Рихард Зорге (казнён в 1944), немецкий журналист и советский разведчик, Герой Советского Союза.
  - Бастер Китон (наст. имя Джозеф Фрэнк Китон; ум. 1966), американский актёр-комик, кинорежиссёр, сценарист, обладатель премий «Оскар», «Золотой глобус».

### XX век
- 1903
  - Джон Винсент Атанасов (ум. 1995), американский физик, математик, инженер-электрик, один из изобретателей первого электронного компьютера.
  - Эрнст Кальтенбруннер (казнён в 1946), начальник Главного управления имперской безопасности СС, статс-секретарь министерства внутренних дел нацистской Германии.
  - Вера Строева (ум. 1991), кинорежиссёр, драматург, народная артистка РСФСР.
- 1916 — Виталий Гинзбург (ум. 2009), советский и российский физик, академик АН СССР, лауреат Нобелевской премии (2003).
- 1921 — Александр Кемурджиан (ум. 2003), советский инженер-конструктор, создатель первых планетоходов.
- 1923
  - Анатолий Фалькович (ум. 1994), советский и азербайджанский актёр театра и кино.
  - Чарлтон Хестон (урожд. Джон Чарльз Картер; ум. 2008), американский актёр, лауреат премии «Оскар».
- 1925 — Марлен Хуциев (ум. 2019), режиссёр театра и кино, сценарист, актёр, народный артист СССР.
- 1931
  - Ричард Рорти (ум. 2007), американский философ.
  - Юрий Третьяков (ум. 2012), советский и российский учёный-химик, академик АН СССР и РАН.
- 1938 — Курт Вютрих, швейцарский химик, лауреат Нобелевской премии (2002).
- 1941
  - Энн Райс (урожд. Говард Аллен О’Брайен) (ум. 2021), американская писательница («Интервью с вампиром» и др.), сценарист, продюсер.
  - Роберт Уилсон (ум. 2025), американский театральный режиссёр, сценограф и драматург.
- 1942 — Франко Гатти, итальянский певец, телеведущий, бывший участник группы «Ricchi e Poveri».
- 1946 — Сьюзан Сарандон, американская актриса, обладательница премии «Оскар» и др. наград.
- 1948 — Линда Макмэн, американский политик и бизнесмен.
- 1955 — Хорхе Вальдано, аргентинский футболист и тренер, чемпион мира (1986).
- 1956
  - Ханс ван Брёкелен, нидерландский футболист, вратарь, чемпион Европы (1988)
  - Кристоф Вальц, австрийский актёр, обладатель двух «Оскаров», «Золотого глобуса» и др. наград.
- 1959 — Крис Лоу, британский музыкант, клавишник дуэта «Pet Shop Boys».
- 1960 — Лариса Белогурова (ум. 2015), советская и российская гимнастка и актриса театра и кино.
- 1964 — Евгений Осин (ум. 2018), советский и российский певец, музыкант, автор песен, бывший участник группы «Браво».
- 1965 — Евгений Касперский, российский программист, специалист в сфере информационной безопасности.
- 1968 — Нана Кикнадзе, грузинская актриса театра и кино, кинопродюсер, модель, телеведущая, журналистка, режиссёр и сценарист.
- 1975 — Юрий Бесараб, украинский спортсмен и тренер, режиссёр, бывший PR-менеджер и литературный редактор компании GSC Game World.
- 1976 — Алисия Сильверстоун, американская актриса и фотомодель («Бэтмен и Робин»).
- 1979 — Рэйчел Ли Кук, американская актриса.
- 1980 — Томаш Росицкий, чешский футболист.
- 1982 — Татьяна Абраменко, российская актриса, фотомодель и ведущая.
- 1984 — Лена Катина, российско-американская певица, автор песен, экс-солистка группы «t.A.T.u».
- 1988
  - Мелисса Бенойст, американская актриса и певица.
  - Деррик Роуз, американский баскетболист.
- 1989
  - Тесса Ворле, французская горнолыжница, 4-кратная чемпионка мира
  - Дакота Джонсон, американская актриса и модель (фильмы «Пятьдесят оттенков серого», «Чёрная месса» и др.).
  - Виктория Ребенсбург, немецкая горнолыжница, олимпийская чемпионка
- 1990 — Сергей Шубенков, российский бегун с барьерами, чемпион мира и Европы.
- 1996 — Элла Балинска, британская актриса.
- 1997 — Йонас Мюллер, австрийский саночник, чемпион мира.
- 1998 — Мусса Ваге, сенегальский футболист.

## Скончались

### До XX века
- 1052 — Владимир Ярославич (р. 1020), князь новгородский (1034—1052), сын Ярослава Мудрого.
- 1305 — император Камэяма (р. 1249), 90-й правитель в истории Японии (1259—1274).
- 1582 — Тереза Авильская (р. 1515), испанская монахиня, католическая святая.
- 1669 — Рембрандт Харменс ван Рейн (р. 1606), голландский живописец и гравёр.
- 1743 — Джон Кэмпбелл (р. 1678), британский военный деятель, фельдмаршал.
- 1747 — Амаро Парго (р. 1678), пират, испанский капер и торговец.
- 1784 — Джованни Баттиста Мартини (р. 1706), итальянский композитор, педагог, учитель И. К. Баха, В. А. Моцарта, К. В. Глюка.
- 1859 — Карл Бедекер (р. 1801), немецкий издатель путеводителей по различным странам.
- 1872 — Владимир Даль (р. 1801), врач, лексикограф, автор «Толкового словаря живого великорусского языка».

### XX век
- 1903 — Герман Кремер (р. 1834), немецкий протестантский богослов.
- 1904 — Фредерик Огюст Бартольди (р. 1834), французский скульптор, автор статуи Свободы.
- 1907 — Альфредо Кейль (р. 1850), португальский композитор, автор музыки государственного гимна Португалии.
- 1911 — Джозеф Белл (р. 1837), британский хирург, профессор Эдинбургского университета, прототип Шерлока Холмса.
- 1930 — Олена Пчилка (р. 1849), украинская писательница, редактор, мать Леси Украинки.
- 1934 — Мария Заньковецкая (р. 1854), украинская советская актриса, народная артистка УССР.
- 1937 — Иван Микитенко (р. 1897), украинский писатель, драматург.
- 1944 — Альфред Смит (р. 1873), губернатор штата Нью-Йорк (1919—1920), кандидат в президенты США в 1928 г.
- 1947 — Макс Планк (р. 1858), немецкий физик, лауреат Нобелевской премии (1918).
- 1948 — Артур Уиттен Браун (р. 1886), британский авиатор, который как штурман вместе с пилотом Джоном Олкоком в 1919 г. впервые пересёк Атлантический океан.
- 1961
  - Макс Вебер (р. 1881), американский художник-абстракционист.
  - митрополит Вениамин (в миру Иван Федченков; р. 1880), русский православный подвижник, миссионер, духовный писатель.
- 1969 — Виктор Виноградов (р. 1895), советский лингвист-русист, литературовед, академик АН СССР.
- 1970 — Дженис Джоплин (р. 1943), американская рок-певица.
- 1973 — погиб Олег Гудков (р. 1931), советский лётчик-испытатель, Герой Советского Союза (1971).
- 1974 — покончила с собой Энн Секстон (р. 1928), американская поэтесса, лауреат Пулитцеровской премии (1967).
- 1979 — Валентина Телегина (р. 1915), актриса театра и кино, народная артистка РСФСР.
- 1980 — погиб Пётр Машеров (р. 1918), первый секретарь ЦК Компартии Белоруссии (1965—1980).
- 1982 — Гленн Гульд (р. 1932), канадский пианист, органист и композитор.
- 1985 — Глеб Стриженов (р. 1923), актёр театра и кино, заслуженный артист РСФСР.
- 1986 — Антонина Максимова (р. 1916), актриса театра и кино, народная артистка РСФСР.
- 1989 — Грэм Чепмен (р. 1941), британский актёр, сценарист, продюсер, композитор, участник комик-группы «Монти Пайтон».
- 1990
  - Сергей Голованов (р. 1909), актёр театра и кино, заслуженный артист РСФСР.
  - Мартиньш Зивертс (р. 1903), латышский прозаик и драматург.
  - Сергей Лапин (р. 1912), советский государственный и партийный деятель, генеральный директор ТАСС, председатель Гостелерадио СССР.
- 1996
  - Масаки Кобаяси (р. 1916), японский кинорежиссёр и сценарист.
  - Сильвио Пиола (род. 1913), итальянский футболист, чемпион мира (1938).
- 1997 — Георгий Юматов (р. 1926), актёр театра и кино, народный артист РСФСР.
- 1998 — Юрий Калачников (р. 1928), советский конструктор артиллерийских систем («Град», «Ураган», «Смерч» и др.).
- 1999 — Бернар Бюффе (р. 1928), французский художник-экспрессионист.

### XXI век
- 2000 — Майкл Смит (р. 1932), канадский биохимик, лауреат Нобелевской премии (1993).
- 2002 — Андре Дельво (р. 1926), бельгийский кинорежиссёр.
- 2008 — Светлана Аннапольская (р. 1930), советский и российский режиссёр театра, кино и телевидения.
- 2009 — Гюнтер Ралль (р. 1918), немецкий лётчик-ас Второй мировой войны.
- 2010 — сэр Норман Уиздом (р. 1915), британский актёр-комик, сценарист, продюсер, композитор.
- 2014
  - Жан-Клод Дювалье (р. 1951), президент Гаити (1971—1986), сын и преемник Франсуа Дювалье.
  - Фёдор Черенков (р. 1959), советский и российский футболист, бронзовый призёр Олимпийских игр (1980).
- 2024 — Анатолий Коньков (р. 1949), советский футболист, полузащитник, советский и украинский тренер, заслуженный мастер спорта СССР (1982). Вице-чемпион Европы (1972), бронзовый призёр Олимпийских игр (1976).

## Приметы
Кондрат.
- «Кондрат с Игнатом помогают богатеть богатым».
- Погода этого дня продержится без изменений четыре недели[10].
- Ясно при резком северо-восточном ветре — на холодную зиму.